# Антраки
Антра́ки (рос. Антраки, чув. Антрак) — присілок у складі Цівільського району Чувашії, Росія. Входить до складу Таушкасинського сільського поселення.
Населення — 26 осіб (2010; 37 у 2002).
Національний склад:
- чуваші — 97 %